# Vĩnh Xương (xã)
Vĩnh Xương là một xã thuộc tỉnh An Giang, Việt Nam.

## Địa lý
Xã Vĩnh Xương nằm ở phía bắc thị xã Tân Châu, có vị trí địa lý:
- Phía đông giáp tỉnh Đồng Tháp qua sông Tiền
- Phía tây giáp xã Phú Lộc
- Phía nam giáp xã Vĩnh Hòa
- Phía bắc giáp Campuchia.

Xã có diện tích 14,21 km², dân số năm 2019 là 12.398 người, mật độ dân số đạt 872 người/km².

## Hành chính
Xã Vĩnh Xương được chia thành 5 ấp: 1, 2, 3, 4, 5.